# The EastAfrican
The EastAfrican es un periódico semanal publicado en Kenia por el Nation Media Group, el cual también publica el diario nacional Daily Nation. El EastAfrican circula en Kenia y en los otros países del este de África, incluyendo Tanzania, Uganda y Ruanda. Contiene historias y análisis en profundidad para cada país de la región, además de noticias internacionales.